# Лю Хуаньхуа
Лю Хуаньхуа (кит. упр. 刘焕华, пиньинь Liú huànhuá; род. 20 августа 2001 года) — китайский тяжелоатлет, выступающий в весовых категориях до 89, до 96, до 102 кг. Олимпийский чемпион 2024 года, чемпион мира 2023 года, бронзовый призёр чемпионата мира 2022 года, чемпион Азии 2023 года.

## Карьера
На чемпионате мира 2022 года, который состоялся в Боготе, китаец завоевал бронзовую медаль в категории до 89 кг с результатом 381 кг по сумме двух упражнений.
В 2023 году на чемпионате Азии в Южной Корее Лю стал чемпионом в категории до 102 кг с результатом 385 кг.
В Саудовской Аравии, где состоялся Чемпионат мира по тяжёлой атлетике 2023 года, китайский спортсмен в категории до 102 кг завоевал золотую медаль чемпионата мира с результатом 404 кг по сумме двух упражнений. Малая золотая медаль в толчке также досталась ему (224 кг).
На летних Олимпийских играх 2024 года он выступал в весовой категории до 102 кг среди мужчин и завоевал золотую олимпийскую медаль. Он поднял 406 килограммов по сумме двух упражнений. 

## Спортивные результаты
| Год  | Соревнование     | Место проведения | Весовая категория | Рывок  | Толчок | Сумма двоеборья | Место |
| 2022 | Чемпионат мира   | Богота           | до 89 кг          | 166 кг | 215 кг | 381 кг          | 3     |
| 2023 | Чемпионат Азии   | Чинджу           | до 96 кг          | 175 кг | 210 кг | 385 кг          | 1     |
| 2023 | Чемпионат мира   | Эр-Рияд          | до 102 кг         | 180 кг | 224 кг | 404 кг          | 1     |
| 2024 | Кубок мира       | Пхукет           | до 102 кг         | 181 кг | 232 кг | 413 кг          | 1     |
| 2024 | Олимпийские игры | Париж            | до 102 кг         | 186 кг | 220 кг | 406 кг          | 1     |